# Ахремчик, Игорь Владимирович
Игорь Владимирович Ахремчик (18 октября 1933, Ленинград — 1990) — советский гребец, бронзовый призёр Олимпийских игр 1960 года в Риме на распашной четвёрке без рулевого. Серебряный призёр чемпионата Европы. Трёхкратный чемпион СССР (1960—1962). Победитель Хенлейской регаты. Мастер спорта СССР.

## Биография
В 1950 году начал заниматься греблей. Вместе с Юрием Бачуровым, Анатолием Тарабриным и Валентином Морковкиным входил в состав ленинградской безрульной четвёрки выигравшей бронзу на Олимпиаде 1960 года.
После завершения спортивной карьеры работал тренером в ДСО «Спартак».

## Награды
- Медаль «За трудовое отличие» (16.09.1960) — за успешные выступления в XVII летних и VIII зимних Олимпийских играх 1960 года, а также за выдающиеся спортивные достижения[5]